# Listă de filme sovietice din 1940
- Filme sovietice din: 1939 — 1940 — 1941

Aceasta este o listă de filme produse în Uniunea Sovietică în 1940.
| Titlu                         | Titlu original                                                           | Regizor                            | Distribuție                                   | Gen                   | Note       |
| ----------------------------- | ------------------------------------------------------------------------ | ---------------------------------- | --------------------------------------------- | --------------------- | ---------- |
| 1940                          |                                                                          |                                    |                                               |                       |            |
| Bukovina – zemlea ukrainskaia | rusă Буковина – земля украинская, ucraineană Буковина – земля українська | Oleksandr Dovjenko, Iulia Solnțeva |                                               | documentar            | propagandă |
| Pieirea Vulturului            | Гибель «Орла», Gibel «Orla»                                              | Vasili Juravliov                   | Nikolai Annenkov, Sergei Stolyarov            | aventuri              |            |
| Poveste muzicală              | Музыкальная история                                                      | Aleksandr Ivanovski                | Serghei Lemeșev, Zoia Fiodorova               | comedie muzicală      |            |
| Timur și băieții lui          | Тимур и его команда, Timur i ego komanda                                 | Aleksandr Razumnîi                 | Livi Șcipaciov, Piotr Savin, Marina Kovaliova | aventuri pentru copii |            |